# Élections locales écossaises de 2003 à Inverclyde
Pour un article plus général, voir Élections locales écossaises de 2003.

Les élections locales écossaises de 2003 à Inverclyde se sont tenues le 1er mai 2003.

## Composition du conseil
Majorité absolue : 11 sièges
| Parti               | Sièges  |
| ------------------- | ------- |
| Libéraux-démocrates | 13 / 20 |
| Travailliste        | 6 / 20  |
| Indépendant         | 1 / 20  |